# Abderrazzak Jadid
Abderrazzak Jadid (1 juni 1983) is een Marokkaanse voormalig voetballer die bij voorkeur als middenvelder speelde.

## Clubstatistieken
| seizoen | club                    | land   | competitie         | wed. | goals |
| ------- | ----------------------- | ------ | ------------------ | ---- | ----- |
| 2000/01 | Brescia Calcio          | Italië | Serie B            | 0    | 0     |
| 2001/02 | → AC Lumezzane          | Italië | Serie C            | 31   | 3     |
| 2002/05 | Brescia Calcio          | Italië | Serie B            | 43   | 1     |
| 2005    | → Pisa Calcio           | Italië | Serie B            | 9    | 1     |
| 2005/06 | → Pescara Calcio        | Italië | Serie B            | 29   | 3     |
| 2007/08 | Brescia Calcio          | Italië | Serie B            | 1    | 0     |
| 2008/09 | AS Bari                 | Italië | Serie B            | 9    | 1     |
| 2009/10 | Salernitana Calcio 1919 | Italië | Serie B            | 2    | 1     |
| 2010/11 | → KAS Eupen             | België | Jupiler Pro League | 27   | 5     |
| 2010/11 | → KAS Eupen             | België | Play-Off III       | 4    | 0     |
| 2011/12 | Parma FC                | Italië | Serie A            | 9    | 0     |
|         |                         |        | Totaal             | 164  | 14    |